# Rodovia dos Imigrantes
De Rodovia dos Imigrantes (uit het Portugees: 'Snelweg van de Immigranten'), officiële naam: SP-160, is een autosnelweg in de Braziliaanse staat São Paulo. De weg heeft een lengte van 72 km, en verbindt de hoofdstad São Paulo met Praia Grande aan de kust.
De weg heeft 44 viaducten, 7 bruggen en 11 tunnels. Deels zijn deze aangelegd om de natuur van de Serra do Mar te sparen. De rijrichting van de rijbanen kan veranderd worden naargelang de drukte. De naam van de weg is gekozen om de bijdragen te eren die immigranten aan de Braziliaanse cultuur hebben geleverd.